# Call Me (bài hát của Blondie)
"Call Me" là một bài hát của ban nhạc người Mỹ Blondie nằm trong album nhạc phim của bộ phim năm 1980 American Gigolo. Nó được phát hành vào ngày 1 tháng 2 năm 1980 như là đĩa đơn đầu tiên trích từ album bởi Polydor Records, Chrysalis Records và Salsoul Records, đồng thời được sử dụng như bài hát chủ đề cho bộ phim. Bài hát được đồng viết lời bởi giọng ca chính của nhóm Debbie Harry với Giorgio Moroder, người cũng đồng thời chịu trách nhiệm sản xuất nó. Trước khi Blondie được lựa chọn để thể hiện "Call Me", Moroder ban đầu đã cố gắng liên lạc với Stevie Nicks của Fleetwood Mac để tham gia sáng tác và thể hiện phần nhạc phim, nhưng cô đã từ chối bởi một số điều khoản trong hợp đồng với hãng đĩa không cho phép. Sau đó, ông đã tiếp cận với Harry và yêu cầu cô viết lời bài hát và giai điệu, và nữ ca sĩ đã hoàn tất trong vài giờ. Được sáng tác dựa trên góc nhìn của nhân vật chính trong American Gigolo, "Call Me" mang nội dung đề cập đến quan điểm sống của một người phụ nữ về những cuộc tình chóng vánh với nhiều người đàn ông khác nhau.
Sau khi phát hành, "Call Me" nhận được những phản ứng tích cực từ các nhà phê bình âm nhạc, trong đó họ đánh giá cao giai điệu hấp dẫn, thông điệp phù hợp với nội dung phim cũng như quá trình sản xuất nó. Ngoài ra, bài hát còn gặt hái nhiều giải thưởng và đề cử tại những lễ trao giải lớn, bao gồm một đề cử giải Quả cầu vàng năm 1980 cho Bài hát gốc xuất sắc nhất và một đề cử giải Grammy cho Trình diễn song tấu hoặc nhóm nhạc giọng rock xuất sắc nhất tại lễ trao giải thường niên lần thứ 23. "Call Me" cũng tiếp nhận những thành công vượt trội về mặt thương mại, đứng đầu các bảng xếp hạng ở Canada và Vương quốc Anh, đồng thời lọt vào top 10 ở nhiều quốc gia nó xuất hiện, bao gồm vươn đến top 5 ở những thị trường lớn như Úc, Áo, Phần Lan, Pháp, Ireland, Na Uy, Thụy Điển và Thụy Sĩ. Tại Hoa Kỳ, nó đạt vị trí số một trên bảng xếp hạng Billboard Hot 100 trong sáu tuần liên tiếp, trở thành đĩa đơn quán quân thứ hai của Blondie, đồng thời là đĩa đơn thành công nhất năm 1980 tại đây. Tính đến nay, nó đã bán được hơn 7 triệu bản trên toàn cầu, trở thành một trong những đĩa đơn bán chạy nhất mọi thời đại.
Hai video ca nhạc khác nhau đã được thực hiện cho "Call Me", bao gồm video đầu tiên với những cảnh Harry vui vẻ ở nhiều địa điểm khác nhau thuộc New York, trong khi phiên bản thứ hai tập trung khai thác câu chuyện về một tài xế taxi đang trải quả công việc ở giao thông Manhattan. Để quảng bá bài hát, nhóm đã trình diễn nó trên nhiều chương trình truyền hình và lễ trao giải lớn, bao gồm American Bandstand, Solid Gold và Top of the Pops, cũng như trong nhiều chuyến lưu diễn của họ. Kể từ khi phát hành, "Call Me" đã được hát lại và sử dụng làm nhạc mẫu bởi nhiều nghệ sĩ, như The Box Tops, No Doubt, Garbage, Franz Ferdinand và Fergie, cũng như xuất hiện trong nhiều tác phẩm điện ảnh và truyền hình, bao gồm The Adventures of Sebastian Cole, Bride of Chucky, The Business, EastEnders, Partners, Quantum Leap. Ngoài ra, nó còn xuất hiện trong nhiều album tuyển tập của Blondie, như The Best of Blondie (1981), Atomic: The Very Best of Blondie (1998) và Greatest Hits (2002). Ngoài phiên bản gốc, một phiên bản tiếng Tây Ban Nha với tên gọi "Llámame", cũng được phát hành ở Mexico và nhiều quốc gia Nam Mỹ khác.

## Danh sách bài hát
Đĩa 7"
- A. "Call Me" – 3:30
- B. "Call Me" (không lời) – 3:27

## Xếp hạng
| Bảng xếp hạng (1980-81)             | Vị trí cao nhất |
| ----------------------------------- | --------------- |
| Úc (Kent Music Report)              | 4               |
| Áo (Ö3 Austria Top 40)              | 5               |
| Bỉ (Ultratop 50 Flanders)           | 9               |
| Canada (RPM)                        | 1               |
| Phần Lan (Suomen virallinen lista)  | 3               |
| Pháp (IFOP)                         | 4               |
| Đức (Official German Charts)        | 14              |
| Ireland (IRMA)                      | 2               |
| Ý (FIMI)                            | 11              |
| Nhật Bản (Oricon)                   | 12              |
| Hà Lan (Dutch Top 40)               | 9               |
| Hà Lan (Single Top 100)             | 12              |
| New Zealand (Recorded Music NZ)     | 6               |
| Na Uy (VG-lista)                    | 2               |
| Nam Phi (Springbok Radio)           | 2               |
| Thụy Điển (Sverigetopplistan)       | 3               |
| Thụy Sĩ (Schweizer Hitparade)       | 3               |
| Anh Quốc (OCC)                      | 1               |
| Hoa Kỳ Billboard Hot 100            | 1               |
| Hoa Kỳ Dance Club Songs (Billboard) | 2               |

| Bảng xếp hạng (1980)                 | Vị trí |
| ------------------------------------ | ------ |
| Australia (Kent Music Report)        | 19     |
| Belgium (Ultratop 50 Flanders)       | 73     |
| Canada (RPM)                         | 3      |
| Denmark (IFPI)                       | 48     |
| France (IFOP)                        | 45     |
| Germany (Official German Charts)     | 42     |
| Italy (FIMI)                         | 52     |
| Netherlands (Dutch Top 40)           | 103    |
| Switzerland (Schweizer Hitparade)    | 9      |
| UK Singles (Official Charts Company) | 48     |
| US Billboard Hot 100                 | 1      |

| Bảng xếp hạng (1980-89) | Vị trí |
| ----------------------- | ------ |
| US Billboard Hot 100    | 9      |

| Bảng xếp hạng                | Vị trí |
| ---------------------------- | ------ |
| US Billboard Hot 100         | 57     |
| US Billboard Hot 100 (Women) | 17     |

## Chứng nhận
| Quốc gia                                                                           | Chứng nhận | Số đơn vị/doanh số chứng nhận |
| ---------------------------------------------------------------------------------- | ---------- | ----------------------------- |
| Canada (Music Canada)                                                              | Bạch kim   | 100.000^                      |
| Anh Quốc (BPI)                                                                     | Bạc        | 250.000^                      |
| Hoa Kỳ (RIAA)                                                                      | Vàng       | 1.000.000^                    |
| * Chứng nhận dựa theo doanh số tiêu thụ. ^ Chứng nhận dựa theo doanh số nhập hàng. |            |                               |